# Upplandsstiftelsen
Upplandsstiftelsen är en ideell förening som arbetar med att främja naturvård och friluftsliv i Uppsala län. Den ägs av Uppsala läns landsting och länets kommuner: Enköpings kommun, Håbo kommun, Knivsta kommun, Tierps kommun, Uppsala kommun, Älvkarleby kommun, Heby kommun och Östhammars kommun.

## Verksamhet
Verksamheten är projektbaserad och driver projekt som Mälarhagar och Roslagshagar som syftar till att bibehålla det öppna landskapet i Uppsala län. Stiftelsen arbetar även med skogsskydd och hotade arter som fisken  asp och Mnemosynefjärilen (Parnassius mnemosyne).

### Reservat och anläggningar
Stiftelsen äger och förvaltar flera naturreservat och friluftsanläggningar bland annat: Kallriga, Rullsand, Ängskär, Östra Tvärnö, Pansarudden och Rävsten. Den förvaltar även Upplandsleden och driver en Naturskola samt projektet Smultronställen som syftar till att öka friluftslivet i Uppsala län.

### Upplandsstiftelsens naturvårdspris
Upplandsstiftelsens naturvårdspris delas vartannat år ut till någon eller några som gjort insatser för länets natur.